# 나뮈르 공성전
나뮈르 공성전(Siège de Namur)은 제1차 세계 대전 서부전선에 있는 나뮈르에서 벌어진 전투다. 나뮈르는 현대화 요새에 둘러싸여 있었고 벨기에 제4사단의 위수지역이었다. 나뮈르 공성전이 8월 20일 시작했을 때 독일은 리에주 전투를 전훈삼아 중화기와 오스트리아-헝가리에서 빌린 포로 포격한 후 보병으로 공격했다.
프랑스군은 샤를루아 전투에서 패배해서 보강전력으로 나뮈르에 한 사단 밖에 보낼 수 없었다. 독일의 포격 뿐만 아니라 요새를 보호하는 콘크리트가 빈약하여 전통적 중화기의 무게 때문에도 파괴됐다. 벨기에 제4사단은 8월 25일 항복한 후 앤트워프로 후퇴해서 안트베르펜 공성전을 치르게 됐다.